# Puls 8
Puls 8 (alternative Schreibweise: PULS acht) ist ein Schweizer Privatsender der ProSiebenSat.1 Media SE, der das Konzept von Puls 4 in die Schweiz überträgt. Dabei ist er komplementär zu den bereits in der Schweiz sendenden Sendern von ProSiebenSat.1 aufgestellt.
Die „8“ im Namen lässt sich nach Angaben des Senders damit begründen, dass der Sender bereits um 20:00 Uhr seine Spielfilme startet. Das Profil des Programms ist nach eigenen Angaben von Internationalen Spielfilmen und Serien mit Schwergewicht auf US-Fiction geprägt. Es entspricht damit einem Spartenprogramm im Bereich Unterhaltung (inoffiziell, lt. Bakom mit 24 Stunden Sendezeit kategorisiert).

## Programm
Der Schwerpunkt des Programmes liegt neben Schweizer Eigenproduktionen auf Spielfilmen und Serien aus dem Ausland. Unter anderem werden folgende Serien ausgestrahlt:
- Alles außer Sex (D 2005–2006)
- Baby Bob (USA 2002–2003)
- Bermuda Dreieck – Tor zu einer anderen Zeit (USA 2005; als Spielfilm)
- Blue Bloods – Crime Scene New York (USA 2010–heute)
- Brickleberry (USA 2012–2015)
- Broti & Pacek – Irgendwas ist immer (D 2001–2003)
- Die Simpsons (USA 1989–heute)
- Dr. Molly & Karl (D 2008)
- Ed – Der Bowling-Anwalt (USA 2000–2004)
- Eine wie keine (D 2009–2010)
- Einstein (D 2015–2019)
- Elementary (USA 2012–heute)
- Freunde für immer – Das Leben ist rund (D 2006)
- Klinikum Berlin Mitte – Leben in Bereitschaft (D 1999–2001)
- Lotta in Love (D 2006)
- Plötzlich Papa – Einspruch abgelehnt! (D 2008)
- Verliebt in Berlin (D 2005–2007)
- Verrückt nach Clara (D 2007)

Zum Sendestart am 8. Oktober 2015 um 20:00 Uhr zeigte Puls 8 den US-amerikanischen Science-Fiction-Film Star Trek aus dem Jahr 2009.